# 遠藤直経
遠藤 直経（えんどう なおつね）は、戦国時代の武将。浅井長政の家臣。諱は直経、通称は喜右衛門（きえもん）だが、喜左衛門
直経と読める花押も残っている。史料はほとんど存在しないが、軍記物や講談等では遠藤喜右衛門の名で登場して、知勇兼備の謀将として知られる。

## 略歴
遠藤氏の祖先は柏原庄に移り住んだ鎌倉武士の一族であるという。
直経は、近江国坂田郡須川村の出身。須川城を居としたと伝わる遠藤氏は、赤尾氏などと同様、浅井家の譜代の家臣であった。小谷城下の清水谷に居館を持つことを許されて屋敷跡と伝わる場所があり、宇賀野村にも天文の頃に直経が屋敷を構えたという記録がある。
直経と浅井玄蕃允の老臣が浅井長政の後見的存在で、彼らと相談して（長政の）妻としてもらいうけた六角家の家臣平井定武の娘を送り返した話が『 浅井三代記』にある。
永禄11年（1568年）8月7日、『太閤記』では、織田信長が足利義昭の擁して上洛する前に浅井長政と対面するとして、磯野員昌の近江佐和山城で饗応を受けたとき、直経は宴席において毒をもちいて信長を暗殺を実行しよう思い立つが、なかなか中座しない長政と相談することができなかったので、小谷の浅井久政に謀略の許可を得ようとするが人の道に反すると断られて、やむなく中止した。しかし信長を殺さなければ後々後悔することになると思い定めて、直経は信長と刺し違えようとするが、羽柴秀吉に機転によって妨害されて失敗する。
また、更に続いて同月17日（『太閤記』と『浅井三代記』では）浅井家と織田家の婚儀が結ばれた後、信長が柏原の成菩提院（じょうぼだいいん）に泊まった時に、直経・浅井縫殿助・中島九郎次郎の3名が接待役として残されたが、信長が馬廻衆を返して小姓15人程度だけであることをみて、直経は夜に急ぎ小谷に帰って、信長を暗殺するように長政に進言したが受けいれられなかった。
元亀元年（1570年）、大依山砦の戦いで勇戦。姉川の戦いで討ち死した。
『信長公記』では、竹中重治の弟の竹中久作（重矩）が合戦でとった8人の武将首のなかに直経の首があり、前々から彼の首をとると豪語していたのだと、簡単に書かれている。
『太閤記』では、浅井軍が総崩れとなって敗れた後、直経は首実検の最中に信長の暗殺を謀ったという話になっており、床几に座る信長の近くまで進み出たときに（太閤記では竹中半兵衛の子とある）竹中久作に見抜かれてしまって、剛力の久作に飛びかかられ首をかき斬られた。『太閤記物語』では、信長は久作の手柄を絶賛する一方、「敵ながらも天晴の勇士かな、喜右衛門尉、されこそ無念なりけめ」と直経を哀れんでいる。
直経が奮戦して戦死した地が東上坂の田園の間にあり、遠藤塚といった。

## 関連作品
- 信長の忍び（声 - 梁田清之）